# Юпраус, Оскар
Оскар Юпраус (эст. Oskar Üpraus; 12 октября 1898, Кейла — 5 августа 1968, Таллин) — эстонский футболист, нападающий.

## Футбольная карьера
Юпраус на клубном уровне выступал за таллинский «Спорт», доминировавший в первые годы существования эстонского футбола. Вместе с командой ему удалось выиграть 5 титулов в 1921, 1922, 1924, 1925 и 1927 году.
В октябре 1920 года Юпраус дебютировал за сборную Эстонии в матче против Финляндии, причём, этот матч стал первым для эстонской команды на международной арене. Четыре года спустя он попал в состав команды на Летние Олимпийские игры 1924 года. Всего он отыграл 26 встреч за сборную, последний свой матч Юпраус провёл в 1927 году против Латвии.